# Liste de rôles des hautes-contre françaises
Le tableau suivant contient la plupart des rôles créés par les plus importantes hautes-contre françaises aux XVIIe et XVIIIe siècles. Les rôles retenus y sont répertoriés car ils s'avèrent particulièrement significatifs, ou font partie de la distribution d'opéras écrits par des compositeurs majeurs travaillant en France durant cette période.
Ce tableau a été élaboré en utilisant et en comparant les données contenues dans les textes et les ressources en ligne indiqués plus bas. Il ne vise pas à avoir un caractère exhaustif, mais à esquisser un panorama significatif, sur une longue période, du chant lyrique français. Il s'étend chronologiquement de Bernard Clédière à Joseph Legros.
| rôle | titre                                      | genre                                                     | auteur                                                                | premier interprète                                                    | théâtre                                    | date de la première           |
| --- | ------------------------------------------ | --------------------------------------------------------- | --------------------------------------------------------------------- | --------------------------------------------------------------------- | ------------------------------------------ | ----------------------------- |
| Juturne, déesse des jardins | Pomone                                     | opéra ou représentation en musique (pastorale)            | Robert Cambert                                                        | Bernard Clédière, Pierre Taulet (ou Tholet)                           | Salle du Bel-Air (rue de Vaugirard)        | 3 mars 1671                   |
| Apollon, un Satyre | Les Peines & les Plaisirs de l'Amour       | pastorale héroïque en vers lyriques                       | Cambert                                                               | Clédière, Taulet                                                      | Salle du Bel-Air (rue de Vaugirard)        | février-mars 1672             |
| L'Envie/Premier Prince Tyrien/la Nourrice, Deuxième Prince Tyrien                                                                             | Cadmus & Hermione                          | tragédie lyrique                                          | Jean-Baptiste Lully                                                   | Clédière, Gingan "cadet"                                              | Salle du Bel-Air (rue de Vaugirard)        | 27 avril 1673                 |
| Admète, Apollon/Alecton | Alceste ou le Triomphe d'Alcide            | tragédie lyrique                                          | Lully                                                                 | Clédière, Le Roy                                                      | Palais-Royal                               | 19 janvier 1674               |
| Thésée, Bacchus/un Habitant de l'Isle enchantée, un Vieillard                                                                                 | Thésée                                     | tragédie lyrique                                          | Lully                                                                 | Clédière, Dominique de La Grille, Taulet                              | Saint-Germain-en-Laye                      | 11 janvier 1675               |
| Atys, un Zéphyr, le Sommeil, Morphée | Atys                                       | tragédie lyrique                                          | Lully                                                                 | Clédière, La Grille, Benoît-Hyacinthe Ribon, François Langeais        | Palais-Royal                               | août 1675                     |
| Mercure, Apollon, Erinnis | Isis                                       | tragédie lyrique                                          | Lully                                                                 | Clédière, de La Grille, Ribon                                         | Saint-Germain-en-Laye                      | 5 janvier 1677                |
| Vertumne, Amour, Mercure, Vulcain, Zephire, Apollon, Mars, une Furie                                                                          | Psyché                                     | tragédie lyrique                                          | Lully                                                                 | (inconnus)                                                            | Palais-Royal                               | 18 avril 1678                 |
| Bellérophon, la Pythie, un Berger | Bellérophon                                | tragédie lyrique                                          | Lully                                                                 | Clédière, Le Roy, ?                                                   | Palais-Royal                               | 31 janvier 1679               |
| Alphée, un Juge de l'Enfer, un deuxième Juge de l'Enfer, Mercure, une Furie                                                                   | Proserpine                                 | tragédie lyrique                                          | Lully                                                                 | Clédière, Gingan-cadet, Le Roy, Langeais, Pierre ou Nicolas Desvelois | Saint-Germain-en-Laye                      | 3 février 1680                |
| Persée, Mercure, Euryale, Corite, un Éthiopien, Mégathyme                                                                                     | Persée                                     | tragédie lyrique                                          | Lully                                                                 | Louis Gaulard Dumesny                                                 | Palais-Royal                               | 17 avril 1682                 |
| Le Jeu | Les Plaisirs de Versailles                 | divertissement                                            | Marc-Antoine Charpentier                                              | Marc-Antoine Charpentier (?)                                          | Versailles                                 | 1682                          |
| Phaéton,Triton/la Déesse de la Terre, le Soleil,                                                                                              | Phaéton                                    | tragédie lyrique                                          | Lully                                                                 | Dumesny, Claude Desvoyes, ?                                           | Versailles                                 | 6 janvier 1683                |
| Actéon | Actéon                                     | pastorale                                                 | Charpentier                                                           | Marc-Antoine Charpentier (?)                                          | Hôtel de Guise                             | 1683                          |
| Amadis, un Berger, un Captif, un Héros | Amadis                                     | tragédie-lyrique                                          | Lully                                                                 | Dumesny,                                                              | Palais-Royal                               | 15 janvier 1684               |
| Médor, Astolphe, Coridon, un Insulaire, un Suivant d'Angélique                                                                                | Roland                                     | tragédie lyrique                                          | Lully                                                                 | Dumesny, ?                                                            | Versailles                                 | 8 janvier 1685                |
| La Peinture | Les Arts florissants                       | opéra de chambre                                          | Charpentier                                                           | Charpentier                                                           | Collège Louis-le-Grand                     | 6 août 1685                   |
| Florestan | La Couronne de Fleurs                      | pastorale                                                 | Charpentier                                                           | Charpentier                                                           | (inconnu)                                  | 1685 (?)                      |
| Renaud, le Chevalier Danois, un Amant fortuné                                                                                                 | Armide                                     | tragédie lyrique                                          | Lully                                                                 | Dumesny, ?                                                            | Palais-Royal                               | 15 février 1686               |
| Acis, Télème, le Grand Prêtre de Junon | Acis & Galatée                             | pastorale héroïque                                        | Lully                                                                 | Dumesny, ?                                                            | Château d'Anet                             | 6 septembre 1686              |
| Orphée, Ixion | La Descente d'Orphée aux enfers            | opéra de chambre                                          | Charpentier                                                           | François Anthoine, Charpentier                                        | (incertain)                                | 1686                          |
| Achille, Arcas, un Grec | Achille & Polyxène                         | tragédie lyrique                                          | Lully et Pascal Collasse                                              | Dumesny, ?                                                            | Palais-Royal                               | 7 novembre 1687               |
| David, Sorcière d'Endor | David & Jonathas                           | tragédie lyrique                                          | Charpentier                                                           | (incertains)                                                          | Collège Louis-le-Grand                     | 28 février 1688               |
| Zéphyre, Tircis | Zéphyre & Flore                            | tragédie lyrique                                          | Louis Lully, Jean-Louis Lully                                         | Dumesny, ?                                                            | Palais-Royal                               | 22 mars 1688                  |
| Pélée, le Soleil | Thétis & Pélée                             | tragédie lyrique                                          | Collasse                                                              | Dumesny, ?                                                            | Palais-Royal                               | 11 janvier 1689               |
| Orphée, Ascalax, un Berger | Orphée                                     | tragédie lyrique                                          | Louis Lully                                                           | (inconnus)                                                            | Palais-Royal                               | 21 février 1690               |
| Énée, un Plaisir | Énée & Lavinie                             | tragédie lyrique                                          | Collasse                                                              | Dumesny, ?                                                            | Palais-Royal                               | 7 novembre 1690               |
| Apollon, Daphnis, deux Bergers, un autre Berger                                                                                               | Coronis                                    | pastorale héroïque                                        | Theobaldo di Gatti                                                    | Dumesny, ?                                                            | Palais-Royal                               | 23 mars 1691                  |
| Céladon, Apollon, un Berger, un Génie, Gambarini                                                                                              | Astrée                                     | tragédie lyrique                                          | Collasse                                                              | (inconnus)                                                            | Palais-Royal                               | 25 novembre 1691              |
| Myrtil | Le Ballet de Villeneuve Saint-Georges      | ballet à entrées                                          | Collasse                                                              | Dumesny                                                               | Villeneuve-Saint-Georges (chez le Dauphin) | 1er septembre 1692            |
| Alcide | Alcide                                     | tragédie lyrique                                          | Louis Lully et Marin Marais                                           | Dumesny                                                               | Palais-Royal                               | 31 mars 1693                  |
| Enée, Arcas, un Faune, un Plaisir | Didon                                      | tragédie lyrique                                          | Henry Desmarest                                                       | Dumesny, ?                                                            | Palais-Royal                               | 5 juin 1693                   |
| Céphale, Nérée, un Thrace, un Dieu de la Mer, la Jalousie                                                                                     | Céphale & Procris                          | tragédie lyrique                                          | Élisabeth Jacquet de La Guerre                                        | Dumesny, ?                                                            | Palais-Royal                               | 15 mars 1694                  |
| Ulysse, un Songe agréable, Phantase | Circé                                      | tragédie lyrique                                          | Desmarest                                                             | (inconnus)                                                            | Palais-Royal                               | 1er octobre 1694              |
| Jason, un Berger, un Corinthien, un Captif | Médée                                      | tragédie lyrique                                          | Charpentier                                                           | Dumesny, ?                                                            | Palais-Royal                               | 4 décembre 1693               |
| Théagène, un Berger, le Cocyte, un Éthiopien, le grand Sacrificateur d'Osiris, un Démon transformé en Matelot                                 | Théagène & Chariclée                       | tragédie lyrique                                          | Desmarest                                                             | Dumesny, ?                                                            | Palais-Royal                               | 12 avril 1695                 |
| Palémon, un Berger | Les Amours de Momus                        | pastorale héroïque                                        | Desmarest                                                             | Dumesny, ?                                                            | Palais-Royal                               | 14 juin 1695                  |
| Le Printemps, Zéphyre/Aquilon, L'Été | Le Ballet des saisons (ou Les Saisons)     | opéra-ballet                                              | Collasse et Louis Lully                                               | Jean-Baptiste Renaud, Pierre Chopelet, Jean Boutelou                  | Palais-Royal                               | 18 octobre 1695               |
| Jason, un Zéphyr, un Plaisir, un Berger | Jason ou la Toison d'Or                    | tragédie lyrique                                          | Collasse                                                              | (inconnus)                                                            | Palais-Royal                               | 15 janvier 1696               |
| Bacchus, un Suivant du Roy, un Songe, un Plaisir                                                                                              | Ariane & Bacchus                           | tragédie lyrique                                          | Marais                                                                | Dumesny, ?                                                            | Palais-Royal                               | 8 mars 1696                   |
| Neptune, Mercure, un Plaisir | La Naissance de Vénus                      | pastorale héroïque                                        | Collasse                                                              | (inconnus)                                                            | Palais-Royal                               | 1er mai 1696                  |
| Persée, Tirsis, une Gorgonne, une Vertu, un Ministre du Temple de Minerve                                                                     | Méduse                                     | tragédie lyrique                                          | Charles-Hubert Gervais                                                | (inconnus)                                                            | Palais-Royal                               | 19 mai 1697                   |
| Alcipe, un Berger, Deuxième Indien, un autre Berger, un Amant content                                                                         | Aricie                                     | opéra-ballet                                              | Louis de La Coste                                                     | (inconnus)                                                            | Palais-Royal                               | 9 juin 1697                   |
| Adonis, un Habitant de l'Isle, un Suivant de Mars                                                                                             | Vénus & Adonis                             | tragédie lyrique                                          | Desmarest                                                             | Dumesny, ?                                                            | Palais-Royal                               | 28 juillet 1697               |
| Apollon (Philémon), Sommeil/Berger/Oracle, un Faune                                                                                           | Issé                                       | pastorale héroïque                                        | André Cardinal Destouches                                             | Dumesny, J. Boutelou, Chopelet                                        | Fontainebleau                              | 7 octobre 1697                |
| Octavio, Philène, Don Pédro | L'Europe galante                           | opéra-ballet                                              | André Campra                                                          | Dumesny, J. Boutelou, Chopelet                                        | Palais-Royal                               | 24 octobre 1697               |
| Un Plaisir | Vénus, feste galante                       | divertissement                                            | Campra                                                                | (inconnu)                                                             | Chez la duchesse de La Ferté               | 27 janvier 1698               |
| Sostrate, Comus, un Italien, un Conducteur de la feste, un Berger, un Napolitain                                                              | Les Fêtes galantes                         | opéra-ballet                                              | Desmarest                                                             | (inconnus)                                                            | Palais-Royal                               | 10 mai 1698                   |
| Le Prince de Thrace | Amadis de Grèce                            | tragédie lyrique                                          | Destouches                                                            | Dumesny                                                               | Palais-Royal                               | 26 mars 1699                  |
| La Victime, l'Hymen | Marthésie, première Reine des Amazones     | tragédie lyrique                                          | Destouches                                                            | Michel Poussin, Jean-Jacques Pithon                                   | Fontainebleau                              | 11 octobre 1699               |
| Phaon, Apelle | Le Triomphe des Arts                       | opéra-ballet                                              | Michel de La Barre                                                    | Chopelet, Pithon                                                      | Palais-Royal                               | 16 mai 1700                   |
| Un Dieu de Fleuve, un Ruisseau | Canente                                    | tragédie lyrique                                          | Collasse                                                              | J. Boutelou, Pithon                                                   | Palais-Royal                               | 4 novembre 1700               |
| Télamon, un Plaisir, un Lidien/Mercure | Hésione                                    | tragédie lyrique                                          | Campra                                                                | Chopelet, J. Boutelou, Pithon                                         | Palais-Royal                               | 21 décembre 1700              |
| Endymion, le Printemps/un Berger | Aréthuse                                   | opéra-ballet                                              | Campra                                                                | Chopelet, Pithon                                                      | Palais-Royal                               | 14 juillet 1701               |
| Apollon/Dardanus, un Mégarien/un Plaisir/un Berger, un Faune/un Candiot/un Mégarien                                                           | Scylla                                     | tragédie lyrique                                          | Theobaldo di Gatti                                                    | Chopelet, J. Boutelou, Pithon                                         | Palais-Royal                               | 16 septembre 1701             |
| Iphis | Omphale                                    | tragédie lyrique                                          | Destouches                                                            | Pithon                                                                | Palais-Royal                               | 10 novembre 1701              |
| Un Habitant d'Anticyre, un Français, un Guerrier, un Matelot                                                                                  | Médus, Roi des Mèdes                       | tragédie lyrique                                          | François Bouvard                                                      | Jacques Cochereau, J. Boutelou, Chopelet, Desvoyes                    | Palais-Royal                               | 23 juillet 1702               |
| Cariselli | Cariselli                                  | divertissement comique                                    | Robert Cambert                                                        | J. Boutelou                                                           | Palais-Royal                               | 1702/1703                     |
| Un Sage Enchanteur/Un Guerrier, Un Silvain | Tancrède                                   | tragédie lyrique                                          | Campra                                                                | Cochereau, J. Boutelou                                                | Palais Royal                               | 7 novembre 1702               |
| Orphée/Télémaque, Euriloque, Mercure, un Génie                                                                                                | Ulysse                                     | tragédie lyrique                                          | Jean-Féry Rebel                                                       | Cochereau, Chopelet, J. Boutelou, ?                                   | Palais Royal                               | 23 janvier 1703               |
| Plutus, Mercure/un Professeur de Folie, un Musicien/Bacchus                                                                                   | Le Carnaval & la Folie                     | comédie en musique                                        | Destouches                                                            | Cochereau, J. Boutelou, Poussin                                       | Fontainebleau                              | 17 octobre 1703               |
| Alcippe, Apollon/Aristippe, Palémon/Éraste/Un Berger, Géronte                                                                                 | Les Muses                                  | opéra-ballet                                              | Campra                                                                | Poussin, Chopelet, Cochereau, Desvoyes                                | Palais-Royal                               | 28 octobre 1703               |
| Pylade, Triton, un Habitant de Délos | Iphigénie en Tauride                       | tragédie lyrique                                          | Desmarest et Campra                                                   | Poussin, Chopelet, J. Boutelou                                        | Palais-Royal                               | 6 mai 1704                    |
| Télémaque, le Printemps, un Plaisir, premier Songe                                                                                            | Télémaque                                  | tragédie lyrique                                          | Campra                                                                | Poussin, Cochereau, J. Boutelou, Chopelet                             | Palais-Royal                               | 11 novembre 1704              |
| Un Suivant de la Gloire, un Amant, Astolphe, Crisalde                                                                                         | Alcine                                     | tragédie lyrique                                          | Campra                                                                | Cochereau, J. Boutelou, Poussin, Chopelet                             | Palais-Royal                               | 15 janvier 1705               |
| Octave, un Plaisir/un Barquerolle, un Masque                                                                                                  | La Vénitienne                              | comédie-ballet                                            | Michel de La Barre                                                    | Chopelet, J. Boutelou, Cochereau                                      | Palais-Royal                               | 26 mai 1705                   |
| Athamas, un Athénien/un Berger/Arcas, un Génie, le Chef des Génies                                                                            | Philomèle                                  | tragédie lyrique                                          | La Coste                                                              | Cochereau, Chopelet, J. Boutelou, Desvoyes                            | Palais-Royal                               | 20 octobre 1705               |
| Apollon, Céïx, le Sommeil, Phosphore, un Suivant de Céïx                                                                                      | Alcyone                                    | tragédie lyrique                                          | Marais                                                                | Cochereau, Marin Boutelou, Chopelet, Robert Lebel, J. Boutelou        | Palais Royal                               | 16 février 1706               |
| Oreste, Arcas, Simoïs, Apollon | Cassandre                                  | tragédie lyrique                                          | Bouvard et Toussaint Bertin de La Doué                                | Cochereau, M. Boutelou, Chopelet, Thomas-Louis Bourgeois              | Palais-Royal                               | 22 juin 1706                  |
| Mercure, Ulysse, un Berger | Polyxène & Pyrrhus                         | tragédie lyrique                                          | Collasse                                                              | Chopelet, M. Boutelou, J. Boutelou                                    | Palais-Royal                               | 21 octobre 1706               |
| Un Marseillais, un Marseillais (le Chef de la feste), un Guerrier, un Génie/un Héros, la Statue de Merlin                                     | Bradamante                                 | tragédie lyrique                                          | La Coste                                                              | Cochereau, M. Boutelou, Bourgeois, J. Boutelou, Desvoyes              | Palais-Royal                               | 2 mai 1707                    |
| Triton/un Berger, le Grand Sacrificateur, un Berger/un Phrygien                                                                               | Hippodamie                                 | tragédie lyrique                                          | Campra                                                                | Cochereau, Chopelet, J. Boutelou                                      | Palais-Royal                               | 6 mars 1708                   |
| Adraste, Apollon | Sémélé                                     | tragédie lyrique                                          | Marais                                                                | Cochereau, Beaufort                                                   | Palais-Royal                               | 9 avril 1709                  |
| Apollon, un Faune/un Suivant d'Italie/un Calydonien, Arcas                                                                                    | Méléagre                                   | tragédie lyrique                                          | Jean-Baptiste Stuck                                                   | Beaufort, Cochereau, Jean-Baptiste Buseau                             | Palais-Royal                               | 24 mai 1709                   |
| La Paix | Ballet de l'Espérance                      | intermède en ballet                                       | Campra                                                                | Denis-François Tribou                                                 | Collège Louis le Grand                     | 5 août 1709                   |
| Daunus, Zéphyre/un Matelot, Idas | Diomède                                    | tragédie lyrique                                          | Bertin de La Doué                                                     | Cochereau, Chopelet, Buseau                                           | Palais-Royal                               | 28 avril 1710                 |
| Damiro/Éraste/Dorante/un Acteur de l'Opéra représentant Zéphyr/un Espagnol, un Matelot/un Gondolier, Thémir/un Suivant de la Fortune, Adolphe | Les Fêtes vénitiennes                      | opéra-ballet                                              | Campra                                                                | Cochereau, Guédon, Buseau, Chopelet                                   | Palais-Royal                               | 17 juin 1710                  |
| Iphis, un Syrien/un Berger/un Génie | Manto la Fée                               | tragédie lyrique                                          | Stuck                                                                 | Cochereau, Buseau                                                     | Palais-Royal                               | 29 janvier 1711               |
| Idamante, Arcas, un Sacrificateur | Idoménée                                   | tragédie lyrique                                          | Campra                                                                | Cochereau, Buseau, Jacques Deshayes                                   | Palais-Royal                               | 12 janvier 1712               |
| Un Arcadien/Ovide | Apollon législateur ou Le Parnasse réformé | intermède en ballet                                       | ?                                                                     | Tribou                                                                | Collège Louis le Grand                     | 5 août 1711                   |
| Idas, Apollon, un Silvain, la Pythie | Créüse l'Athénienne                        | tragédie lyrique                                          | La Coste                                                              | Cochereau, Buseau, Deshayes, Chopelet                                 | Palais-Royal                               | 5 avril 1712                  |
| Mercure, une Grâce | Les Amours de Mars & de Vénus              | ballet héroïque                                           | Campra                                                                | Cochereau, Marie-Catherine Poussin                                    | Palais-Royal                               | 6 septembre 1712              |
| Agénor | Callirhoé                                  | tragédie lyrique                                          | Destouches                                                            | Cochereau                                                             | Palais-Royal                               | 27 décembre 1712              |
| Jason, un Matelot, un Corinthien/un Matelot/un Garde, une Furie                                                                               | Médée & Jason                              | tragédie lyrique                                          | Joseph-François Salomon                                               | Cochereau, Chopelet, Buseau, Jacques Gervais                          | Palais-Royal                               | 24 avril 1713                 |
| Pâris/un Indien, un Prince lemnien | Les Amours déguisés                        | ballet lyrique                                            | Thomas-Louis Bourgeois                                                | Cochereau, Buseau                                                     | Palais-Royal                               | 22 août 1713                  |
| Arsame, Sacrificateur d'Hercule | Télèphe                                    | tragédie lyrique                                          | Campra                                                                | Cochereau, Chopelet                                                   | Palais-Royal                               | 28 novembre 1713              |
| Arion, un Guerrier | Arion                                      | tragédie lyrique                                          | Jean-Baptiste Matho                                                   | Cochereau, Bourgeois                                                  | Palais-Royal                               | 10 avril 1714                 |
| Léandre | Les Fêtes de Thalie                        | opéra-ballet                                              | Jean-Joseph Mouret                                                    | Cochereau                                                             | Palais-Royal                               | 19 août 1714                  |
| Télémaque, Arcas, un Art/un Démon transformé en Plaisir                                                                                       | Télémaque                                  | tragédie lyrique                                          | Destouches                                                            | Cochereau, Buseau, Bourgeois                                          | Palais-Royal                               | 29 novembre 1714              |
| Timante/un Masque, Licidas/un Plaisir, Bacchus/Lisis, Momus, un Buveur                                                                        | Les Plaisirs de la Paix                    | opéra-ballet                                              | Bourgeois                                                             | Cochereau, Bourgeois, Buseau, Lebel, Louis ou Claude Murayre          | Palais-Royal                               | 29 avril 1715                 |
| Leucippe (Alcidamas), un Poitevin/un Guerrier, un Carien                                                                                      | Théonoé                                    | tragédie lyrique                                          | Salomon                                                               | Cochereau, Murayre, Oudart Duplessis                                  | Palais-Royal                               | 3 décembre 1715               |
| Corèbe, Arbas, un Berger/un Grec | Ajax                                       | tragédie lyrique                                          | Bertin de la Doué                                                     | Cochereau, Murayre, Guédon                                            | Palais-Royal                               | 20 avril 1716                 |
| Lisis/Octave/Dorante, l'Été/un Masque, le Printemps                                                                                           | Les Festes de l'été                        | opéra-ballet                                              | Michel Pignolet de Montéclair                                         | Cochereau, Murayre, Guédon                                            | Palais-Royal                               | 12 juin 1716                  |
| Lyncée, Un Égyptien/un Berger/deuxième coryphée, le Grand Prêtre d'Isis                                                                       | Hypermnestre                               | tragédie lyrique                                          | Gervais                                                               | Cochereau, Murayre, Guédon                                            | Palais-Royal                               | 3 novembre 1716               |
| Un Guerrier | Ariane                                     | tragédie lyrique                                          | Mouret                                                                | Murayre                                                               | Palais-Royal                               | 6 avril 1717                  |
| Corite, Zéphire/un Volsque/un Berger | Camille, reine des Volsques                | tragédie lyrique                                          | Campra                                                                | Cochereau, Murayre                                                    | Palais-Royal                               | 9 novembre 1717               |
| Un Berger, deuxième Plaisir | Le Ballet de la Jeunesse                   | ballet                                                    | Matho et Alarius (Hilaire Verloge, ca 1684-1734)                      | Antoine Boutelou, Murayre                                             | Palais des Tuileries                       | février 1718                  |
| Arcas/un Berger, Mercure | Le Jugement de Paris                       | pastorale héroïque                                        | Bertin de la Doué                                                     | Cochereau, Buseau                                                     | Palais-Royal                               | 14 juin 1718                  |
| Léandre/Merlin, Artémise/Damon/un Acteur de la Fête/un Suivant de la Folie, Cléon/l'Ordonnateur de la Fête                                    | Les Âges                                   | opéra-ballet                                              | Campra                                                                | Cochereau, Murayre, Guédon                                            | Palais-Royal                               | 9 octobre 1718                |
| Arsane, un Babylonien/un Génie | Sémiramis                                  | tragédie lyrique                                          | Destouches                                                            | Cochereau, Murayre                                                    | Palais-Royal                               | 4 décembre 1718               |
| Dorante/Lisis, un Matelot | Les Plaisirs de la Campagne                | opéra-ballet                                              | Bourgeois                                                             | Murayre, Dautrep                                                      | Palais-Royal                               | 10 août 1719                  |
| Un Triton/un Thrace/un Grec, Sthénélus, Timante/l'Ombre de Déiphile                                                                           | Polydore                                   | tragédie lyrique                                          | Stuck                                                                 | Murayre, Jasier, Arteau                                               | Palais-Royal                               | 15 février 1720               |
| Triton | Les Amours de Protée                       | opéra-ballet                                              | Gervais                                                               | Murayre                                                               | Palais-Royal                               | 23 mai 1720                   |
| Le Chagrin (la Raison)/Un chanteur/Un berger, Le Plaisir/un chanteur                                                                          | Les Folies de Cardénio                     | ballet pour une pièce héroï-comique                       | Michel-Richard de Lalande                                             | Muraire, A. Boutelou                                                  | Palais des Tuileries                       | 29 (ou 20) décembre 1720      |
| Arion/Vertumne, Mercure | Les Élémens                                | opéra-ballet                                              | Destouches et Delalande                                               | A. Boutelou, Murayre                                                  | Palais des Tuileries                       | 31 décembre 1721              |
| Renaud, Arcas, un Habitant d'Ascalon | Renaud ou La Suite d'Armide                | tragédie lyrique                                          | Desmarest                                                             | Tribou, François-Lupien Grenet, Dautrep                               | Palais Royal                               | 5 mars 1722                   |
| Pirithoüs, la Discorde, l'Oracle, un Centaure/un Songe                                                                                        | Pirithoüs                                  | tragédie lyrique                                          | Mouret                                                                | Murayre, Tribou, Guédon, Grenet                                       | Palais-Royal                               | 26 janvier 1723               |
| Tibulle, Éros, Amintas, un Suivant d'Apollon                                                                                                  | Les Fêtes grecques & romaines              | ballet héroïque                                           | François Collin de Blamont                                            | Murayre, Grenet, Tribou, ?                                            | Palais-Royal                               | 13 juillet 1723               |
| Ali, L'Euphrate | La Reine des Péris                         | comédie persane                                           | Jacques Aubert                                                        | Murayre, Tribou                                                       | Palais-Royal                               | 10 avril 1725                 |
| Télémaque, Le Grand-Prêtre de Minerve | Télégone                                   | tragédie lyrique                                          | La Coste                                                              | Murayre, Tribou                                                       | Palais-Royal                               | 6 novembre 1725               |
| Iphis/Lycas/Esclave et Roi des Jeux, Timante, Palémon                                                                                         | Les Stratagèmes de l'Amour                 | opéra-ballet                                              | Destouches                                                            | Murayre, Tribou, Grenet                                               | Palais-Royal                               | 21 mars 1726                  |
| Ninus | Pyrame & Thisbé                            | tragédie lyrique                                          | François Francœur et François Rebel                                   | Murayre                                                               | Palais-Royal                               | 17 octobre 1726               |
| Apollon/un Faune, Mercure/un Sarmate | Les Amours des dieux                       | opéra-ballet                                              | Mouret                                                                | Tribou, Grenet                                                        | Palais-Royal                               | 14 septembre 1727             |
| Orion | Orion                                      | tragédie lyrique                                          | La Coste                                                              | Tribou                                                                | Palais-Royal                               | 19 février 1728               |
| Tersandre | La Princesse d'Élide                       | ballet héroïque                                           | Alexandre de Villeneuve                                               | Tribou                                                                | Palais-Royal                               | 20 juillet 1728               |
| Tarsis | Tarsis & Zélie                             | tragédie lyrique                                          | Francœur et Rebel                                                     | Tribou                                                                | Palais-Royal                               | 19 octobre 1728               |
| Adonis/Linus | Les Amours des Déesses                     | ballet héroïque                                           | Jean-Baptiste-Maurice Quinault                                        | Tribou                                                                | Palais-Royal                               | 9 août 1729                   |
| Acamas, une Euménide | Pyrrhus                                    | tragédie lyrique                                          | Joseph Nicolas Pancrace Royer                                         | Tribou, Antoine-Joseph Dumast                                         | Palais-Royal                               | 26 octobre 1730               |
| Nérine | Le Jaloux trompé                           | entrée                                                    | Campra                                                                | Tribou                                                                | Palais Royal                               | 18 janvier 1731               |
| Endymion, un Satyre/un Berger | Endymion                                   | pastorale héroïque                                        | Colin de Blamont                                                      | Tribou, Dumast                                                        | Palais-Royal                               | 17 mai 1731                   |
| Ammon, Abdon/un Hébreu | Jephté                                     | tragédie lyrique                                          | Montéclair                                                            | Tribou, Dumast                                                        | Palais-Royal                               | 28 février 1732               |
| Le Soleil/Bacchus, Orphée | Ballet des sens (ou Le Triomphe des sens)  | opéra-ballet                                              | Mouret                                                                | Tribou, Dumast                                                        | Palais-Royal                               | 5 juin 1732                   |
| Iphis | Biblis (ou Byblis)                         | tragédie lyrique                                          | La Coste                                                              | Tribou                                                                | Palais-Royal                               | 6 novembre 1732               |
| L’Amour/Zélindor | L'Empire de l'Amour                        | ballet héroïque                                           | René de Galard de Béarn de Brassac                                    | Tribou                                                                | Palai-Royal                                | 14 avril 1733                 |
| Hippolyte, L’Amour/Deuxième Parque, Mercure                                                                                                   | Hippolyte & Aricie                         | tragédie lyrique                                          | Jean-Philippe Rameau                                                  | Tribou, Pierre de Jélyotte, Dumast                                    | Palais-Royal                               | 1eroctobre 1733               |
| Périandre | La Fête de Diane                           | entrée (de ballet)                                        | Colin de Blamont                                                      | Jéliotte                                                              | Palais-Royal                               | 9 février 1734                |
| Damon, Zéphyre, un Matelot/un Jeu | Les Fêtes nouvelles                        | ballet                                                    | Duplessis dit le Cadet (nom inconnu)                                  | Tribou, Jéliotte, Dumast                                              | Palais-Royal                               | 22 juillet 1734               |
| Ulysse, un Berger/un Thessalien/Mercure, un Chasseur                                                                                          | Achille & Déidamie                         | tragédie lyrique                                          | Campra                                                                | Tribou, Jéliotte, Dumast                                              | Palais-Royal                               | 24 février 1735               |
| Smindiride, Léonce | Les Grâces                                 | pastorale héroïque                                        | Mouret                                                                | Tribou, Jélyotte                                                      | Palais-Royal                               | 5 mai 1735                    |
| Valère/Don Carlos, Tacmas | Les Indes galantes                         | opéra-ballet                                              | Rameau                                                                | Jélyotte, Tribou                                                      | Palais-Royal                               | 23 août 1735                  |
| Scanderberg, le Muphti/la Magie/l'Aga des Janissaires                                                                                         | Scanderberg                                | tragédie lyrique                                          | Francœur et Rebel                                                     | Tribou, Jéliotte                                                      | Palais-Royal                               | 27 octobre 1735               |
| Damon | Les Sauvages                               | entrée                                                    | Rameau                                                                | Jélyotte                                                              | Palais-Royal                               | 10 mars 1736                  |
| L’Amour | Les Voyages de l'Amour                     | opéra-ballet                                              | Joseph Bodin de Boismortier                                           | Jélyotte                                                              | Palais-Royal                               | 6 avril 1736                  |
| Iphis/Léon/Lindor, un Génie/un Génie de l'Opéra, un Guerrier                                                                                  | Les Romans                                 | ballet                                                    | Jean-Baptiste Niel                                                    | Tribou, Jélyotte, Dumast                                              | Palais-Royal                               | 23 août 1736                  |
| Léandre/un Sylphe, un Gnome indien | Les Génies                                 | opéra-ballet                                              | Mademoiselle Duval                                                    | Tribou, Dumast                                                        | Palais-Royal                               | 18 octobre 1736               |
| Hylas/Orphée, un suivant d'Églé | Le Triomphe de l'harmonie                  | ballet                                                    | François-Lupien Grenet                                                | Tribou, Jéliotte                                                      | Palais-Royal                               | 9 mai 1737                    |
| Castor, un Athlète | Castor et Pollux                           | tragédie lyrique                                          | Rameau                                                                | Tribou, Jean-Antoine Bérard                                           | Palais-Royal                               | 24 octobre 1737               |
| Zéphyr, le Soleil | Les Amours du Printemps                    | ballet en un acte                                         | Colin de Blamont                                                      | Jélyotte, Antoine Lebègue                                             | Fontainebleau                              | 7 novembre 1737               |
| Iphis/Mercure, Apollon/Philémon | Le Ballet de la Paix                       | opéra-ballet                                              | Francœur et Rebel                                                     | Tribou, Jéliotte                                                      | Palais-Royal                               | 29 mai 1738                   |
| Thélème/Mercure, Momus/Lycurgue | Les Fêtes d'Hébé                           | opéra-ballet                                              | Rameau                                                                | Jéliotte, Bérard                                                      | Palais-Royal                               | 21 mai 1739                   |
| Almanzor, Octave | Zaïde, reine de Grenade                    | ballet héroïque                                           | Royer                                                                 | Tribou, Jélyotte                                                      | Palais-Royal                               | 3 septembre 1739              |
| Momus | Momus amoureux                             | ballet                                                    | Royer                                                                 | Tribou                                                                | Palais-Royal                               | 27 octobre 1739               |
| Dardanus, Deuxième Songe | Dardanus                                   | tragédie lyrique                                          | Rameau                                                                | Jéliotte, Bérard                                                      | Palais-Royal                               | 19 novembre 1739              |
| Cambise (Agénor), un Matelot/une autre Personne de la fête/une Salamandre                                                                     | Nitétis                                    | tragédie lyrique                                          | Charles-Louis Mion                                                    | Jélyotte, Bérard                                                      | Palais-Royal                               | 17 avril 1741                 |
| Colin, Thibault | Les Amours de Ragonde                      | comédie lyrique                                           | Mouret (musique remaniée par Rameau)                                  | Jéliotte, Bérard                                                      | Palais Royal                               | 30 janvier 1742               |
| Alcidon, un Dieu des Bois | Isbé                                       | pastorale héroïque                                        | Jean-Joseph Cassanéa de Mondonville                                   | Jéliotte, Bérard                                                      | Palais Royal                               | 10 avril 1742                 |
| Don Quichotte | Don Quichotte chez la duchesse             | ballet comique                                            | Joseph Bodin de Boismortier                                           | Bérard                                                                | Palais-Royal                               | 12 février 1743               |
| Émire/Le Dieu du Jour | Le Pouvoir de l’Amour                      | ballet héroïque                                           | Royer                                                                 | Jéliotte                                                              | Palais-Royal                               | 23 avril 1743                 |
| Licas/Iphis/Agénor | Les Caractères de la folie                 | opéra-ballet                                              | Bernard de Bury                                                       | Jéliotte                                                              | Palais-Royal                               | 20 août 1743                  |
| Valère/Léandre | L’École des amants                         | opéra-ballet                                              | Niel                                                                  | Jéliotte                                                              | Palais-Royal                               | 11 juin 1744                  |
| Premier Prêtre | Les Augustales                             | prologue pour une reprise de « Acis et Galatée » de Lully | Francœur et Rebel                                                     | Jéliotte                                                              | Palais-Royal                               | 15 novembre 1744              |
| Première et seconde voix, un astrologue | La Princesse de Navarre                    | comédie-ballet                                            | Rameau                                                                | Jélyotte, François Poirier, Jean-Paul Spesoller de La Tour            | Versailles                                 | 23 février 1745               |
| Zélindor, Le Génie de la France | Zélindor, roi de sylphes                   | ballet                                                    | Francœur et Rebel                                                     | Jélyotte, Poirier                                                     | Versailles                                 | 17 mars 1745                  |
| Platée, Thespis, Mercure | Platée                                     | comédie-lyrique (« ballet bouffon »)                      | Rameau                                                                | Jélyotte, La Tour, Bérard                                             | Versailles                                 | 31 mars 1745                  |
| Alcide/Antiochus, Un Chef des Arts | Les Fêtes de Polymnie                      | ballet héroïque                                           | Rameau                                                                | Jéliotte, La Tour                                                     | Palais-Royal                               | 12 octobre 1745               |
| Apollon/Trajan, Bacchus/Un des Rois vaincus, Un berger/Autre des Rois vaincus                                                                 | Le Temple de la Gloire                     | opéra-ballet                                              | Rameau                                                                | Jéliotte, Poirier, La Tour                                            | Versailles                                 | 27 novembre 1745              |
| Apollon/Ministre du Destin, Daphnis, Berger/Morphée/un Berger/un Plaisir, Jupiter                                                             | Jupiter Vainqueur des Titans               | tragédie lyrique                                          | Colin de Blamont/Bury                                                 | La Tour, Poirier, Jéliotte                                            | Versailles                                 | 11 décembre 1745              |
| Glaucus, Un berger | Scylla & Glaucus                           | tragédie lyrique                                          | Jean-Marie Leclair                                                    | Jélyotte, La Tour                                                     | Palais-Royal                               | 4 octobre 1746                |
| Zéphire/Bacchus, Momus/Le Coriphée | L'Année galante                            | ballet héroïque                                           | Mion                                                                  | Jéliotte, Poirier                                                     | Versailles                                 | 13 février 1747               |
| Osiris/Aruéris, Un Plaisir/un Berger Égyptien, Agéris                                                                                         | Les Fêtes de l'Hymen et de l'Amour         | opéra-ballet                                              | Rameau                                                                | Jéliotte, Poirier, La Tour                                            | Versailles                                 | 15 mars 1747                  |
| Daphnis, un Plaisir/un Pâtre | Daphnis & Chloé                            | pastorale                                                 | Boismortier                                                           | Jéliotte, La Tour                                                     | Palais-Royal                               | 28 septembre 1747             |
| Zaïs, un Sylphe | Zaïs                                       | pastorale héroïque                                        | Rameau                                                                | Jélyotte, Poirier                                                     | Palais-Royal                               | 29 février 1748               |
| Pygmalion | Pygmalion                                  | acte de ballet                                            | Rameau                                                                | Jéliotte                                                              | Palais-Royal                               | 27 août 1748                  |
| Neptune, Neptune (au prologue), Astérion | Naïs                                       | pastorale héroïque                                        | Rameau                                                                | Jéliotte, La Tour, Poirier                                            | Palais-Royal                               | 22 avril 1749                 |
| Un berger/Apollon, Un Suivant d'Euterpe | Le Carnaval du Parnasse                    | ballet héroïque                                           | Cassanéa de Mondonville                                               | Jéliotte, La Tour                                                     | Palais-Royal                               | 23 septembre 1749             |
| Zoroastre, Abenis/Orosmade/Première Furie, Troisième Furie/Voix du Nuage                                                                      | Zoroastre                                  | tragédie-lyrique                                          | Rameau                                                                | Jéliotte, Poirier, La Tour                                            | Palais-Royal                               | 5 décembre 1749               |
| Léandre | Léandre & Héro                             | tragédie-lyrique                                          | René de Galard de Béarn de Brassac                                    | Jéliotte                                                              | Palais Royal                               | 5 mai 1750                    |
| Titon | Titon et l’Aurore                          | acte de ballet                                            | de Bury                                                               | Jéliotte                                                              | Palais Royal                               | 18 février 1751               |
| Myrtil | La Guirlande                               | acte de ballet                                            | Rameau                                                                | Jéliotte                                                              | Palais-Royal                               | 21 septembre 1751             |
| Le Génie de l'Amérique | Les Génies tutélaires                      | acte de ballet                                            | Francœur et Rebel                                                     | Jéliotte                                                              | Palais-Royal                               | 21 septembre 1751             |
| Acanthe, Un Coryphée, Un Berger | Acanthe et Céphise                         | pastorale héroïque                                        | Rameau                                                                | Jéliotte, Poirier, La Tour                                            | Palais-Royal                               | 19 novembre 1751              |
| Colin | Le Devin du village                        | opéra pastoral (intermède)                                | Jean-Jacques Rousseau                                                 | Jéliotte                                                              | Fontainebleau                              | 18 octobre 1752,              |
| Daphnis /Bacchus, Le Grand-Prêtre de l'Hymen                                                                                                  | Les Amours de Tempé                        | ballet héroïque                                           | Antoine Dauvergne                                                     | Jéliotte, Poirier                                                     | Palais Royal                               | 7 novembre 1752               |
| Titon, Un Berger | Titon et l’Aurore                          | pastorale héroïque                                        | Cassanéa de Mondonville                                               | Jéliotte, Poirier                                                     | Palais-Royal                               | 9 janvier 1753                |
| Agis | Sibaris                                    | acte de ballet                                            | Rameau                                                                | Poirier                                                               | Fontainebleau                              | 13 novembre 1753              |
| Damon | La Sibille                                 | acte de ballet                                            | Dauvergne                                                             | Jéliotte                                                              | Fontainebleau                              | 13 novembre 1753              |
| Daphnis | Daphnis et Églé                            | pastorale héroïque                                        | Rameau                                                                | Jéliotte                                                              | Fontaineblue                               | 29 (ou 30) novembre 1753      |
| Batyle (ou Bathylle) | Anacréon                                   | acte de ballet héroïque                                   | Rameau                                                                | Jéliotte                                                              | Fontaineblue                               | 23 octobre 1754               |
| Daphnis, Jeanet | Daphnis et Alcimadure                      | pastorale                                                 | Cassanéa de Mondonville                                               | Jélyotte, La Tour                                                     | Fontainebleau                              | 29 octobre 1754               |
| Deucalion | Deucalion et Pyrrha                        | acte de ballet                                            | François-Joseph Giraud et Pierre Montan Berton                        | Godard                                                                | Palais-Royal                               | 30 septembre 1755             |
| Iphis | Iphis et Célime (ou Célime)                | acte de ballet                                            | M. le chevalier d'Herbain                                             | Poirier                                                               | Palais-Royal                               | 28 septembre 1756             |
| Linus/Agathocle, Mercure, Euricles | Les Surprises de l'amour                   | opéra-ballet                                              | Rameau                                                                | Poirier, Godart, Julien Muguet                                        | Palais-Royal                               | 31 mai 1757                   |
| Adonis, Mercure, une voix | Les Fêtes de Paphos                        | ballet héroïque                                           | Cassanéa de Mondonville                                               | Poirier, Jean-Pierre Pillot, Muguet                                   | Palais-Royal                               | 9 mai 1758                    |
| Damon | Les Fêtes d'Euterpe                        | opéra-ballet                                              | Dauvergne                                                             | Pillot                                                                | Palais-Royal                               | 8 août 1758                   |
| Grand Sacrificateur du Soleil | Phaétuse                                   | acte de ballet                                            | Pierre Iso                                                            | Pillot                                                                | Palais Royal                               | 20 juillet 1759               |
| La Fée Manto, Atis, un Paladin | Les Paladins                               | opéra-ballet                                              | Rameau                                                                | Pillot, Lombard, Muguet                                               | Palais Royal                               | 12 février 1760               |
| Picus, Mégère | Canente                                    | tragédie (lyrique)                                        | Dauvergne                                                             | Pillot, Muguet                                                        | Palais Royal                               | 11 novembre 1760              |
| Hilus, un Thessalien, le Grand Prêtre | Hercule mourant                            | tragédie (lyrique)                                        | Dauvergne                                                             | Pillot, ?                                                             | Palais Royal                               | 3 avril 1761                  |
| Agénor (chantant le rôle d'Adonis) | L'Opéra de société                         | comédie-ballet                                            | Giraud                                                                | Pillot                                                                | Palais Royal                               | 1eroctobre 1762               |
| Télèphe, la Fureur | Polyxène                                   | tragédie lyrique                                          | Dauvergne                                                             | Pillot, Muguet                                                        | Palais Royal                               | 11 janvier 1763               |
| Isménias | Ismène et Isménias                         | tragédie lyrique                                          | Jean-Benjamin de La Borde                                             | Jéliotte                                                              | Théâtre Royal de la Cour de Choisy-le-Roi  | 13 juin 1763                  |
| Ali | La Rencontre imprévue                      | opéra-comique                                             | Christoph Willibald Gluck                                             | Godard                                                                | Vienne, Burgtheater                        | 7 gennaio 1764                |
| Zénis | Zénis et Almasie                           | ballet héroïque                                           | de Laborde                                                            | Jélyotte                                                              | Fontainebleau                              | 2 novembre 1765               |
| Usbek | Aline, reine de Golconde                   | ballet héroïque                                           | Pierre-Alexandre Monsigny                                             | Joseph Legros                                                         | Palais des Tuileries                       | 15 avril 1766                 |
| Batyle (ou Bathylle) | Anacréon                                   | entrée de ballet                                          | Rameau                                                                | Legros                                                                | Tuileries                                  | 29 août (ou 2 septembre) 1766 |
| Lindor | Lindor et Ismène (ou Isménie)              | entrée de ballet                                          | Montan Berton                                                         | Legros                                                                | Tuileries                                  | 29 août (ou 2 septembre) 1766 |
| Zamnis | Érosine                                    | entrée de ballet                                          | Louis-Joseph Francœur, dit le Neveu                                   | Pillot                                                                | Tuileries                                  | 29 août (ou 2 septembre) 1766 |
| Amintas | Sylvie                                     | opéra-ballet                                              | Montan Berton (acte I) et Jean-Claude Trial (prologue, actes I et II) | Legros                                                                | Tuileries                                  | 18 novembre 1766              |
| Amphion | Amphion                                    | ballet pastorale héroïque                                 | de Laborde                                                            | Legros                                                                | Fontainebleau                              | 11 octobre 1767               |
| Sandomir | Ernelinde, princesse de Norvège            | tragédie lyrique                                          | François-André Danican Philidor                                       | Legros                                                                | Tuileries                                  | 24 novembre 1767              |
| Octave | La Vénitienne                              | comédie-ballet                                            | Dauvergne                                                             | Legros                                                                | Tuileries                                  | 3 mai 1768                    |
| Sandomir | Sandomir, prince de Danemarck              | tragédie lyrique                                          | Philidor                                                              | Legros                                                                | Tuileries                                  | 24 janvier 1769               |
| Iphis | Omphale                                    | tragédie lyrique                                          | Jean-Baptiste Philibert Cardonne                                      | Legros                                                                | Tuileries                                  | 2 mai 1769                    |
| Hylas | La Fête de Flore                           | pastorale héroïque                                        | Trial                                                                 | Legros                                                                | Palais-Royal                               | 18 juin 1771                  |
| Le bailli | La Cinquantaine                            | pastorale                                                 | de Laborde                                                            | Legros                                                                | Palais-Royal                               | 13 août 1771                  |
| Raimond de Mayenne | Adèle de Ponthieu                          | tragédie lyrique                                          | de Laborde                                                            | Legros                                                                | Palais-Royal                               | 1erdécembre 1772              |
| Ovide | Ovide et Julie                             | acte de ballet                                            | Cardonne                                                              | Legros                                                                | Palais-Royal                               | 16 juillet 1773               |
| Bathilde/Floridan | L'Union de l'amour et des arts             | opéra-ballet héroïque                                     | Étienne-Joseph Floquet                                                | Legros                                                                | Palais-Royal                               | 7 septembre 1773              |
| Achille | Iphigénie en Aulide                        | tragédie-opéra                                            | Gluck                                                                 | Legros                                                                | Palais-Royal                               | 19 avril 1774                 |
| Orphée | Orphée et Eurydice                         | tragédie-opéra                                            | Gluck                                                                 | Legros                                                                | Palais-Royal                               | 2 août 1774                   |
| Azolan | Azolan                                     | opéra-ballet héroïque                                     | Floquet                                                               | Legros                                                                | Palais Royal                               | 22 novembre 1774              |
| Alexis | Alexis et Daphné                           | pastorale                                                 | François-Joseph Gossec                                                | Legros                                                                | Palais-Royal                               | 26 septembre 1775             |
| Admète | Alceste                                    | opéra-tragédie                                            | Gluck                                                                 | Legros                                                                | Palais-Royal                               | 23 avril 1776                 |
| (?) | Les Romans                                 | opéra-ballet héroïque                                     | Giuseppe Maria Cambini                                                | Legros, Étienne Lainez (ou Lainé)                                     | Palais-Royal                               | 30 juillet 1776               |
| Alain | Alain et Rosette                           | intermède                                                 | Joseph Pouteau                                                        | Lainez                                                                | Palais-Royal                               | 10 janvier 1777               |
| Renaud, Chevalier danois | Armide                                     | drame-héroïque                                            | Gluck                                                                 | Legros, Lainez                                                        | Palais-Royal                               | 23 septembre 1777             |
| Myrtil | Myrtil et Lycoris                          | opéra                                                     | Léopold-Bastien Désormery                                             | Lainez                                                                | Palais-Royal                               | 2 décembre 1777               |
| Médor, Coridon | Roland                                     | tragédie lyrique                                          | Niccolò Piccinni                                                      | Legros, Lainez                                                        | Palais-Royal                               | 27 janvier 1778               |
| Le Seigneur | La Fête de village                         | intermède                                                 | Gossec                                                                | Lainez                                                                | Palais-Royal                               | 26 mai 1778                   |
| Neptune | Hellé                                      | tragédie lyrique                                          | Floquet                                                               | Legros                                                                | Palais-Royal                               | 5 janvier 1779                |
| Pylade, Un Scythe | Iphigénie en Tauride                       | tragédie lyrique                                          | Gluck                                                                 | Legros, Lainez                                                        | Palais-Royal                               | 18 mai 1779                   |
| Narcisse, Cynire, un sylvain | Écho et Narcisse                           | drame-lyrique                                             | Gluck                                                                 | Lainez, Legros, Jean-Joseph Rousseau (it)                             | Palais-Royal                               | 24 septembre 1779             |
| Amadis | Amadis de Gaule                            | tragédie lyrique                                          | Johann Christian Bach                                                 | Legros                                                                | Palais-Royal                               | 14 décembre 1779              |
| Atys, Idas | Atys                                       | tragédie lyrique                                          | Piccinni                                                              | Legros, Lainez                                                        | Palais-Royal                               | 22 février 1780               |
| Pyrrhus | Andromaque                                 | tragédie lyrique                                          | André-Ernest-Modeste Grétry                                           | Legros                                                                | Palais-Royal                               | 6 juin 1780                   |
| Persée | Persée                                     | tragédie lyrique                                          | Philidor                                                              | Legros                                                                | Palai-Royal                                | 27 octobre 1780               |
| M. de Mersans, le prévôt | Le Seigneur bienfaisant                    | opéra                                                     | Floquet                                                               | Legros, Rousseau                                                      | Palais-Royal                               | 14 décembre 1780              |
| Pylade, Prêtre | Iphigénie en Tauride                       | tragédie lyrique                                          | Piccinni                                                              | Legros, Lainez                                                        | Palais-Royal                               | 23 janvier 1781               |
| Apollon | Apollon et Coronis                         | opéra                                                     | Jean-Baptiste Rey et Louis-Charles-Joseph Rey                         | Legros                                                                | Palais-Royal                               | 3 mai 1781                    |
| Le Chevalier | L'Inconnue persécutée                      | comédie mêlée d'ariettes                                  | Jean-Baptiste Rochefort                                               | Lainez                                                                | Salle des Menus-Plaisirs, rue Bergère      | 21 septembre 1781             |
| Raimond de Mayenne | Adèle de Ponthieu                          | tragédie lyrique                                          | Piccinni                                                              | Legros                                                                | Théâtre de la Porte-Saint-Martin           | 27 octobre 1781               |
| Alphonse | Colinette à la cour ou La Double Épreuve   | comédie lyrique                                           | Grétry                                                                | Lainez                                                                | Théâtre de la Porte Saint-Martin           | 1er janvier 1782              |
| Thésée | Thésée                                     | tragédie lyrique                                          | Gossec                                                                | Legros                                                                | Théâtre de la Porte Saint-Martin           | 1er mars 1782                 |
| Pylade | Électre                                    | tragédie lyrique                                          | Jean-Baptiste Lemoyne                                                 | Lainez                                                                | Théâtre de la Porte Saint-Martin           | 2 juillet 1782                |
| Renaud, une divinité infernale (Alecton?) | Renaud                                     | tragédie lyrique                                          | Antonio Sacchini                                                      | Legros, Rousseau                                                      | Théâtre de la Porte Saint-Martin           | 28 février 1783               |

## Sources et références
1. ↑  faute d’indication différente, à Paris
2. 1 2 3 4 5 6 7 8 9 10 11 12 13 14 15 16 17 18 19  rôle travesti
3. ↑  pour l'inauguration de l'Académie royale des opéra
4. ↑  Clédière crée d'abord des rôles de Haute-taille, puis chante en parallèle les rôles de Haute-contre. Juturne, Admète et Thésée furent ses trois grands rôles de Haute-taille, avant qu'il crée des grands rôles de Haute-contre dont Atys, Bellérophon et Alphée
5. ↑  il y avait déjà eu deux représentations privées au juin 1670
6. ↑  tandis que dans « Cadmus et Hermione » le protagoniste était encore une « baisse-taille », à partir de cet opéra Lully choisit le genre vocal de la « haute-contre » pour les rôles de jeune premier (Grove, I, art. « Cadmus et Hermione », p. 676)
7. 1 2  lieu et date rapportés par Pitou (… Genesis …, art. « Atys », p. 164)
8. ↑  dans cet opéra, avec le rôle d’un Triton Louis Gaulard Dumesny débuta à l’Opéra comme « taille » (Grove, I, art. « Dumesnil, [Duménil, Dumény, Du Mesny, du Mény] », p. 1273)
9. ↑  cf. Thomas Corneille, Psyché : Tragédie, éd. Luke Arnason (mémoire de maîtrise sous la direction de Georges Forestier), Université Paris-Sorbonne, 2005 (accessible en ligne dans le site de l'Psyché, Université du Manitoba).
10. ↑  Dumesny qui avait joué d’abord le rôle mineur de la deuxième Furie, succéda à Clédière dans le rôle principal aux suivantes représentations parisiennes de cet opéra, en étant promu de « haute-taille » à première « haute-contre ». Clédière, pour lui, passa à la Musique du Roi (Grove, I, art. « Cledière, Bernard », p. 879)
11. ↑  inauguration des appartements du Roi
12. ↑  Généralement chanteur de rôle de Taille (comme la fameuse Méduse dans Persée), Desvoyes crée au cours de carrière des rôles écrits avec la clef d'Ut 3, avec un grand ambitus qui ne dépasse que très peu la note sol 3, mais reste néanmoins très tendu, comme les rôles typiques de Haute-contre.
13. ↑  opéra donné dans le cadre des célébrations de la trêve de Ratisbonne
14. ↑  selon Pitou (… Genesis …, art. « Dumenil », p. 214) Dumesny pourrait avoir interprété le rôle de Turnus ; selon The New Grove Dictionary of Opera (I, art. « Dumesnil, [Duménil, Dumény, Du Mesny, du Mény] », p. 1273) il fut, beaucoup plus vraisemblablement, le protagoniste (cf. aussi Magazine de l’opéra baroque)
15. ↑  selon Théodore de Lajarte, on rapportait que Colasse et feu (soit, Jean-Baptiste) Lully étaient les compositeurs (Pitou, ...Genesis..., art. "Les Saisons",  p. 308)
16. ↑  Engagé en 1689 à l'Opéra de Lyon avec sa femme Marguerite, il s'installe avec elle en 1695 à Paris lorsque le couple fut engagé par l'Académie de musique. On ne mentionne point son nom dans les chœurs. Probablement doubleur, le rôle du Printemps fut son unique personnage.
17. ↑  Boutelou n'est généralement indiqué par les sources que par son nom de famille; le prénom « Jean » est maintenant attesté par l'article sur le chanteur du Dictionnaire de l'Opéra de Paris sous l'Ancien Régime (1669-1791) (tome I (AC),  ad nomen ). À ne pas confondre avec les deux fils, Marin, également chanteur à l'Académie Royale de Musique dans la seconde moitié des années 1700, et Antoine, ténor à la Chapelle royale à partir de 1707.
18. ↑  selon Pitou, « Ariadne et Bacchus » (… Genesis …, ad nomen, p. 158)
19. ↑  le Grove Dictionary (II, art. « Europe galante, L’ », p. 1273) soutient que le rôle de haute-contre aurait été celui de Silvandre, mais cela doit être erroné (cf. par exemple Magazine de l’opéra baroque)
20. ↑  Poussin, qui mourrait tout jeune après 1705 (Pitou,...Genesis..., article: "Poussin, Mme", p. 295), avait été engagé comme haute-taille (Le magazine de l'opéra baroque, page: Cassandre), mais il créerait des rôles importants de haute-contre dont Pylade, qui deviendrait ensuite l’apanage des plus grandes hautes-contre du siècle, de Muraire à Legros.
21. ↑  ajouté, pendant les huit mois qu'il resta à l'affiche, comme entrée ultérieure au « spectacle coupé » (assemblage d'extraits d'opéras sans aucun essai de les unifier), Les Fragments de M. De Lully, représenté par la première fois à l'Académie royale de musique le 10 septembre 1702 (Pitou, …Genesis…, article: « Les Fragments de Lully », p. 192; ...Rococo..., article: « Spectacle coupé », p. 502
22. ↑  erronément attribué à Lully (Le magazine de l'opéra baroque); pour l'attribution erronée, cf. Pitou, …Genesis…, articles: « Les Fragments de Lully », p. 228, et "Cariselli", p. 192
23. ↑  ou Le Mariage de Carnaval et de la Folie
24. ↑  Le livret appelle ce chanteur « Boutelou fils »; son prénom, Marin, est maintenant rapporté par l'article sur le chanteur du Dictionnaire de l'Opéra de Paris sous l'Ancien Régime (1669-1791), tome I (A-C),  ad nomen ) où, de plus, il est désigné par erreur comme "basse taille". À ne pas confondre avec son père Jean, également interprète de cet opéra, et son frère cadet Antoine, ténor à la Chapelle royale à partir de 1707.
25. ↑  Son nom apparait pour la première fois en 1703 dans la section des choristes du livret d'Ulysse de Jean-Féry Rebel. Il débute en tant que soliste au dit an dans les petits rôles de Corite et d'un Compagnon d'Idas lors d'une reprise de Persée.
26. ↑  Ce chanteur a débuté dans les chœurs lors de la reprise de Tancrède de Campra en 1707.
27. ↑  Rentré à l'ARM en 1704 selon Amelot, il commence d'abord comme choriste puis débute en tant que soliste en 1707 dans le rôle d'Aquilon lors d'une reprise du Ballet des Saisons de Collasse.
28. ↑  Au temps de sa jeunesse Denis-François Tribou se produisit comme chanteur au Collège Louis Legrand de la Compagnie de Jésus à Paris, où il était étudiant (Arthur Pougin, Un ténor de l'Opéra au XVIIIe siècle. Pierre Jélyotte et les chanteurs de son temps, Paris, Fischbacher, 1905, p. 26) et où il existait une remarquable tradition d'activités théâtrales. Il débuterait, d’un grand succès, à l’Opéra le 13 novembre 1721 dans le rôle du Soleil lors d’une reprise de Phaéton de Lully, et il en deviendrait première haute-contre de 1727 à 1739, quand son attitude réfractaire à l’égard du nouveau style musical introduit par Jean-Philippe Rameau l’amena à prendre sa retraite et à rejoindre, en 1741, la Musique du Roi comme maître de téorbe (Pitou, …Rococo…, ad nomen, p. 526 ; Grove, IV, ad nomen, p. 808)
29. 1 2  Le Dictionaire des Théatres de Paris accorde fautivement le nom de Buseau au créateur de ce rôle.
30. ↑  Engagé comme haute-contre des rôles par l'ARM dans la saison 1710-1711, il commence sa carrière de soliste dans les Festes vénitiennes.
31. ↑  Il est engagé comme Haute-contre des rôles en 1710 et ses compétences l'autorisent également d'assurer la fonction de maître de musique. Son début de soliste est en 1712 dans l'Idoménée de Campra.
32. ↑  Ce rôle strictement de divertissement est écrit en clef d'Ut 3 dans le manuscrit de la partition, mais a été créé par Marie-Catherine Poussin, la femme de la Haute-contre Michel Poussin.
33. ↑  Il aurait débuté à l'Opéra à Marseille et ne chante uniquement qu'un rôle de Furie dans Médée & Jason, avant de se cantonner au chœur jusqu'à 1714, année où il se retire.
34. ↑  avec le rôle d’un « Sacrificateur » Chopelet pris sa retraite de l’Opéra, après que, depuis 1702, à cause d’une maladie, il avait dû se contenter de rôles mineurs quoique bien nombreux (Grove, I, ad nomen, p. 850)
35. ↑  Muraire (ou Murayre) se joignit à l’Opéra en 1715 ; il en deviendrait la première haute-contre depuis 1719 jusqu’à sa retraite en 1727, au grand regret du public, après une longue maladie (Grove, III, ad nomen, p. 523)
36. ↑  la distribution donnée résulte du livret original publié par le site en ligne Les Livrets Baroques.
37. 1 2 3  Le livret original ne contient que le nom de famille de l'interprète, mais il devrait presque certainement s'agir du plus jeune membre de la famille Boutelou, Antoine, dont le père et le frère aîné, respectivement Jean et Marin, avaient été membres de la troupe de l'Académie Royale de Musique dans les décennies au tournant du siècle. Antoine, quant à lui, était ténor à la Chapelle royale et ne participait donc pas aux représentations publiques de l'Académie, bien qu'il puisse à la place jouer dans les performances lyriques à la cour. Les informations sur la nomenclature de la famille Boutelou, traditionnellement source de confusion considérable, sont tirées du Dictionnaire de l'Opéra de Paris sous l'Ancien Régime (1669-1791), tome I (AC),  ad nomina .
38. ↑  depuis la saison 1718-19 Cochereau prit sa retraite de l’Opéra et fut remplacé dans sa position par Muraire (Grove, I, art. « Cochereau, Jacques », p. 893)
39. ↑  Ce chanteur est engagé comme Haute-contre des rôles en 1713 mais se cantonne d'abord dans les chœurs. Ce n'est que lors de la reprise en 1715 de l'Europe galante de Campra qu'il commence sa carrière de soliste.
40. ↑  Il intègre l'ARM lors de la saison 1719-1720, d'abord dans les chœurs lors d'une reprise du Carnaval & la Folie de Destouches, puis débute en tant que soliste dans Polydore.
41. ↑  Il entre à l'ARM comme Haute-contre des chœurs lors de la saison 1720-1721. Son premier rôle en chef est celui d'un Plaisir lors de la reprise en 1720 de Thésée.
42. ↑  Sa carrière commence à Lyon en 1727. Il intègre l'ARM l'année suivante selon Amelot. Il va doubler Tribou, en commençant par la reprise de Roland en 1728, tout en assurant des petits rôles en chef.
43. ↑  cette entrée est une révision de l’entrée écrite par Campra lors de la présentation du ballet-pastiche « Les Fragments de M. De Lully » le 10 septembre 1702, quand le rôle travesti grotesque de Nérine avait été chanté par J. Boutelou.
44. ↑  Jélyotte avait débuté à vingt ans, le 11 juin 1733, dans le petit rôle de « un Grec », dans une reprise du ballet héroïque « Les festes grecques et romaines » de Colin de Blamont ; dans peu d'années il relèverait Tribou dans la position de première haute-contre de l’Académie Royale et serait regardé comme l’un des plus grands artistes de ses jours
45. ↑  nouvelle entrée ajutée dans une reprise du ballet héroïque Les fêtes grecques et romaines pour faire place à l'astre naissant, Jéliotte
46. ↑  protagoniste de la troisième entrée « Les Fleurs, fête persane » ajutée à la troisième représentation (selon Pitou il ne se serait agi que d'un remaniement dû à l’intolérance du public à l’égard du déguisement au sexe opposé de la couple protagoniste, ...Rococo..., art. « Les Indes galantes », p. 285)
47. ↑  il s’agit de la quatrième entrée ajoutée à « Les Indes galantes » (selon Pitou cette entrée fut ajuté seulement le 16 juillet 1744, ...Rococo..., ad nomen, p. 285)
48. ↑  au divertissement final
49. ↑  dans cet ouvrage, la seule comédie-ballet écrite par Rameau, on retrouve un insolite très ardu duo entre deux hautes-contre, « Charmant amour », auquel Poirier chantait la partie la plus aigüe (la2-ré4) et Jélyotte la plus basse (fa2♯-do4) (Grove, II, art. « Haute-contre », p. 669). En effet, l'incipit du duo est « Charmant Hymen » (Œuvres complètes de Voltaire, Théatre, tome neuvième, Société Littéraire-typographique, 1784, pp. 142-143 (numérisé par Google), consulté le 25 octobre 2010)
50. ↑  la première du mars 1745, donnée lors du mariage du dauphin avec l'infante d'Espagne, fut d’abord la seule représentation de l’opéra ; il fut quand même repris, d’un grand succès, à l'Académie royale de musique, le 9 février 1749 et le 21 février 1754 avec le deuxième haute-contre de l’Opéra, La Tour, jouant le rôle du titre
51. ↑   cet opéra fut donné, à l’origine, en languedocien; ensuite, Mondonville serait contraint de traduire l'ouvrage en français, du fait qu'avec le départ de Jélyotte et de Mlle Fel, il n'y avait plus d'acteurs gascons à l'Opéra
52. ↑  représenté originellement le 27 novembre 1748, dans une version partiellement différente, en ouverture de la saison du théâtre des Petits Appartements à Versailles, sur le Grand Escalier des Ambassadeurs, avec une distribution réunissant Madame de Pompadour et d’autres nobles de la Cour
53. ↑  Le théâtre du Palais-Royal sera détruit par un incendie le 6 avril 1763
54. ↑  Jéliotte avait abandonné l’Académie Royal de Musique et de Danse  depuis 1755, mais il ne quitta pas la Cour et continua de donner ses services au roi et à la reine pour les programmes d’opéra à Fontainebleu et à Versailles jusqu’au 9 novembre 1765, lorsqu’il réussit finalement à prendre sa méritée retraite dans son village natal près de Pau (Pitou, … Rococo …, ad nomen, p. 301)
55. ↑  cet opéra, composé sur un vieil livret remanié du 1727 (Les Pèlerins de la Mecque), fut le dernier opéra-comique donné à Vienne par Gluck. Le premier rôle d’Ali fut confié à une haute-contre de l’Opéra de Paris (Grove, III, ad nomen, p. 1288-89); selon Amedeusonline le nom du chanteur était Godard : en effet, un ténor nommé Godart est cité comme le premier interprète du rôle-titre en Deucalion et Pyrrha de Giraud et Montan-Berton (1755) et du petit rôle de Mercure dans Les Surprises de l’amour de Rameau (1757)
56. ↑  cette pièce, qui avait été donnée originellement, comme acte de ballet héroïque, au château de Fontainebleau, le 13 octobre 1754, fut représentée au public comme deuxième entrée du ballet héroïque « Les fêtes lyriques » (dont la première entrée était constituée par Lindor et Ismène de Louis-Joseph Francœur et la troisième par Érosine, de Pierre-Montan Berton). Cette pièce ne doit pas être confondue avec Anacréon, autre acte de ballet créé par Rameau en 1757 sur un livret de Gentil-Bernard, dont l'intrigue est différente et qui fut ajouté comme troisième entrée aux Surprises de l'amour
57. ↑  cette pièce fut donnée comme dernier acte de l’opéra-ballet « Les fragments nouveaux » de différents auteurs
58. ↑  il s’agit d’une réécriture de l’opéra de Michel de La Barre du 1705
59. ↑  remaniement de « Ernelinde, princesse de Norvège »
60. ↑  dans cet opéra le rôle du protagoniste adolescent, Colin, une sorte de Cherubino languissant de se marier, est assigné à un soprano, tandis que la haute-contre est reléguée à un rôle traditionnel de bailli au cœur sec : à Legros on avait originellement distribué le rôle de Lubin, mais celui-ci lui « déplaisait à tel point qu’il refusa d’abord de l’interpréter. Quand toutefois il fut devant le perspective d’aller finir en prison pour désobéissance, il changea d’idée et monta sur les planches comme le bailli » (Pitou, ...Rococo... , art. « La Cinquantaine », p. 118)
61. ↑  Rousseau débuta à l’Opéra, à l’âge de dix-neuf ans, avec le petit rôle d’un sylvain dans ce drame lyrique ; il serait ensuite tenu peut-être pour la dernière véritable haute-contre de l’Académie Royale (cf. Jérôme Lalande, Voyage en Italie (2/1786), p. 204-5, cité par Mary Cir, op. cit.) et, après la retraite de Legros, en 1783, on l’adjoindrait à Lainez comme premier ténor, même si une maladie grave parue au commencement des années 1790 mina la continuité de sa carrière et le conduisit à une morte précoce en 1800, quand il n'était pas encore âgé de quarante ans (Pitou, ...Rococo..., ad nomen, pp. 477-478). Les sources n'ont traditionnellement transmis que la lettre initiale, J, du prénom de ce chanteur. Le nom complet est mentionné dans la liste des membres de la loge maçonnique Saint-Jean d'Écosse du Contrat Social (Organico dei fratelli a talento della Loggia parigina ...), rapportée en Appendice dans: (it) Zeffiro Ciuffoletti et Sergio Moravia (éds), La Massoneria. La storia, gli uomini, le idee, Milan, Mondadori, 2004,  (ISBN 978-8804536468).
62. ↑  inauguration du nouveau siège de l’Académie Royale de Musique
63. ↑  Renaud fut la dernière création de Legros qui prit sa retraite  dans ce même an 1783, au grand regret non seulement du public : de La Ferté, intendant  des Menus-Plaisirs du roi, reconnut la grande valeur de Legros dans la compagnie de l’Académie en le désignant comme le premier chanteur de l’Opéra et en assurant la Cour que Legros était le plus qualifié (ou mieux encore, le seul qualifié) pour en occuper le poste vacant de directeur (Pitou, …Rococo…, art. « Legros, Joseph », p. 339). Legros fut remplacé, come première haute-contre de l’Opéra, par son substitut, Étienne Lainez, et par J. Rousseau

### Ouvrages imprimés
- Sylvie Bouissou, Pascal Denécheau et France Marchal-Ninosque (directeurs d'ouvrage), Dictionnaire de l'Opéra de Paris sous l'Ancien Régime (1669-1791), Paris, Classiques Garnier, 2019, tome I (AC),  (ISBN 978-2406090656)
- (en) Mary Cyr, "On performing 18th-century Haute-Contre Roles", Musical Times, vol 118, 1997, p. 291-5, reproduit ensuite en Mary Cyr, Essays on the Performance of Baroque Music. Opera and Chamber Music in France and England, Ashgate Variorum, Aldeshot (UK)/Burlington, VT (USA), 2008,  (ISBN 978-0-7546-5926-6) (essay no. IX)
- (en) Spire Pitou, The Paris Opéra. An Encyclopedia of Operas, Ballets, Composers, and Performers – Genesis and Glory, 1671-1715, Greenwood Press, Westport/London, 1983  (ISBN 0-313-21420-4)
- (en) Spire Pitou, The Paris Opéra. An Encyclopedia of Operas, Ballets, Composers, and Performers – Rococo and Romantic, 1715-1815, Greenwood Press, Westport/London, 1985  (ISBN 0-313-24394-8)
- (en) Stanley Sadie (éd.), The New Grove Dictionary of Opera, Grove (Oxford University Press), New York, 1997  (ISBN 978-0-19-522186-2)

### Sources en ligne
- Le magazine de l'opéra baroque
- (it) Almanach d’Amadeusonline
- Parfaict Dictionnaire (1767)
- Psyché, édition critique établie par Luke Arnason